# バモー空港
バモー空港（バモーくうこう） (IATA: BMO, ICAO: VYBM) は、ミャンマー北部カチン州の都市、バモーにある空港。別名に、バンモー空港がある。

## 歴史
1942年に日本軍の航空基地として建設され、1945年5月に連合国軍に占領されるまで何度も連合国軍による攻撃を受けた。その後米軍第1891工兵航空大隊によって修復されたのち、第1戦闘貨物群の部隊を移動させた第10空軍の戦闘補給用、及び負傷者搬送用の飛行場として使用された。また、通信中継基地や前線航空管制官（第51戦闘管制中隊）の基地としても使用され、1945年9月末に閉鎖された。

## 施設
バモー空港の標高は海抜113mである。15/33の滑走路を1本有し、1,677×31mのアスファルト舗装がなされている。

## 就航路線
| 航空会社                   | 就航地     |
| -------------------------- | ---------- |
| ミャンマー・ナショナル航空 | マンダレー |